# دوري كرة القدم الأوكراني الدرجة الثانية 2017–18
دوري كرة القدم الأوكراني الدرجة الثانية 2017–18 (بالأوكرانية: Чемпіонат України з футболу 2017—2018: друга ліга)‏ هو موسم من دوري كرة القدم الأوكراني الدرجة الثانية ‏. فاز فيه FC Ahrobiznes Volochysk ‏.